# Ситковецький район
Ситкове́цький райо́н — колишній район Гайсинської і Вінницької округ, Вінницької області.

## Історія
Утворений 7 березня 1923 року з центром у Ситківцях з частин Рубанської, Н. Кропивнянської і Юрковецької волостей Уманського повіту в складі Гайсинської округи Подільської губернії.
3 червня 1925 року Гайсинська округа розформована, район перейшов до Вінницької округи.
Вінницька округа була ліквідована 15 вересня 1930 року, райони передані в пряме підпорядкування УСРР..
Розформований 3 лютого 1931 року з віднесенням території до складу Немирівського району.
Відновлений у червні 1933 року як складова частина Вінницької області.
Ліквідований 21 січня 1959 року з віднесенням території до Брацлавського, Гайсинського та Іллінецького районів.